# 泰勒縣 (縣治阿比林)
泰勒縣（英語：Taylor County）是美国德克萨斯州中部的一個縣。面積2,381平方公里。根据2000年美国人口普查，共有人口126,555人。縣治阿比林（Abeline）。
成立於1858年。縣名紀念阿拉摩之戰中戰死的泰勒三兄弟：愛德華、喬治和詹姆斯。